# Ampurias
Ampurias (en catalán Empúries; del gr. ant. Ἐμπόριον, que significa «mercado», «puerto de comercio»; en latín Emporiae; también llamada por algunos Blaberura) fue una ciudad griega y romana situada en el noreste de la península ibérica, en la comarca gerundense del Alto Ampurdán. Fue fundada en 575 a. C. por colonos de Focea como enclave comercial en el Mediterráneo occidental. Según Tito Livio, como recoge en su libro Historia de Roma XXXIV, «la salida al mar de Ampurias estaba abierta para todos. El motivo era que los íberos, ignorantes de la navegación, se alegraban del comercio y deseaban comprar mercancías extranjeras que las naves transportaban, y vender los productos de sus cosechas. El interés del comercio hacía que la ciudad íbera fuese accesible a los griegos». Posteriormente fue ocupada por los romanos, pero la ciudad fue abandonada en la Alta Edad Media, excepto el núcleo de San Martín de Ampurias, que continúa poblado en la actualidad. Fue presentada en 2002 como candidata a Patrimonio de la Humanidad por la Unesco.
Los yacimientos arqueológicos de Ampurias se encuentran sobre el golfo de Rosas, en el municipio de La Escala (Gerona) y son unos de los restos griegos más importantes de España. La zona está conformada por una llanura hundida por donde pasan los ríos Ter y Fluviá. No se trata de un único núcleo sino de tres diferenciados: Palaiápolis, Neápolis y Ciudad romana.
- La Palaiápolis (en griego παλαιάπολις, «ciudad antigua») la encontramos citada por Estrabón como fundación de los foceos de Masalia, que adoraban a la diosa Ártemis de Éfeso.[8] Esta primera colonia se instaló en una isla frente a la costa, lo que hoy sería San Martín de Ampurias.
- El término Neápolis (en griego νεάπολις, "ciudad nueva") es el término comúnmente aplicado por los griegos para la zona de crecimiento de una ciudad, y le fue dado en este caso por Puig i Cadafalch para designar al asentamiento situado al sur de la Paliápolis, ya tierra adentro. Este asentamiento nace como resultado del crecimiento demográfico que no puede soportar la ciudad antigua.
- La Ciudad romana es una antigua fortaleza (presidio), asentada en un promontorio más al oeste de la Neápolis. Es un rectángulo de 750x350 metros delimitado por una muralla que acoge un sistema urbano desarrollado en torno a varios cardos y decumanos.

## Historia de Ampurias
En un principio encontramos en esta zona una serie de pueblos asimilables a los de la cultura de los campos de urnas, los indiketes. Era una cultura del Bronce Final y la I Edad del Hierro que basaron su economía en una agricultura y ganadería de subsistencia. Un ejemplo de este tipo de pueblo lo encontramos en el yacimiento de Ullastret. Este poblado indiketa comerciará más tarde con los griegos.

### Emporion griega

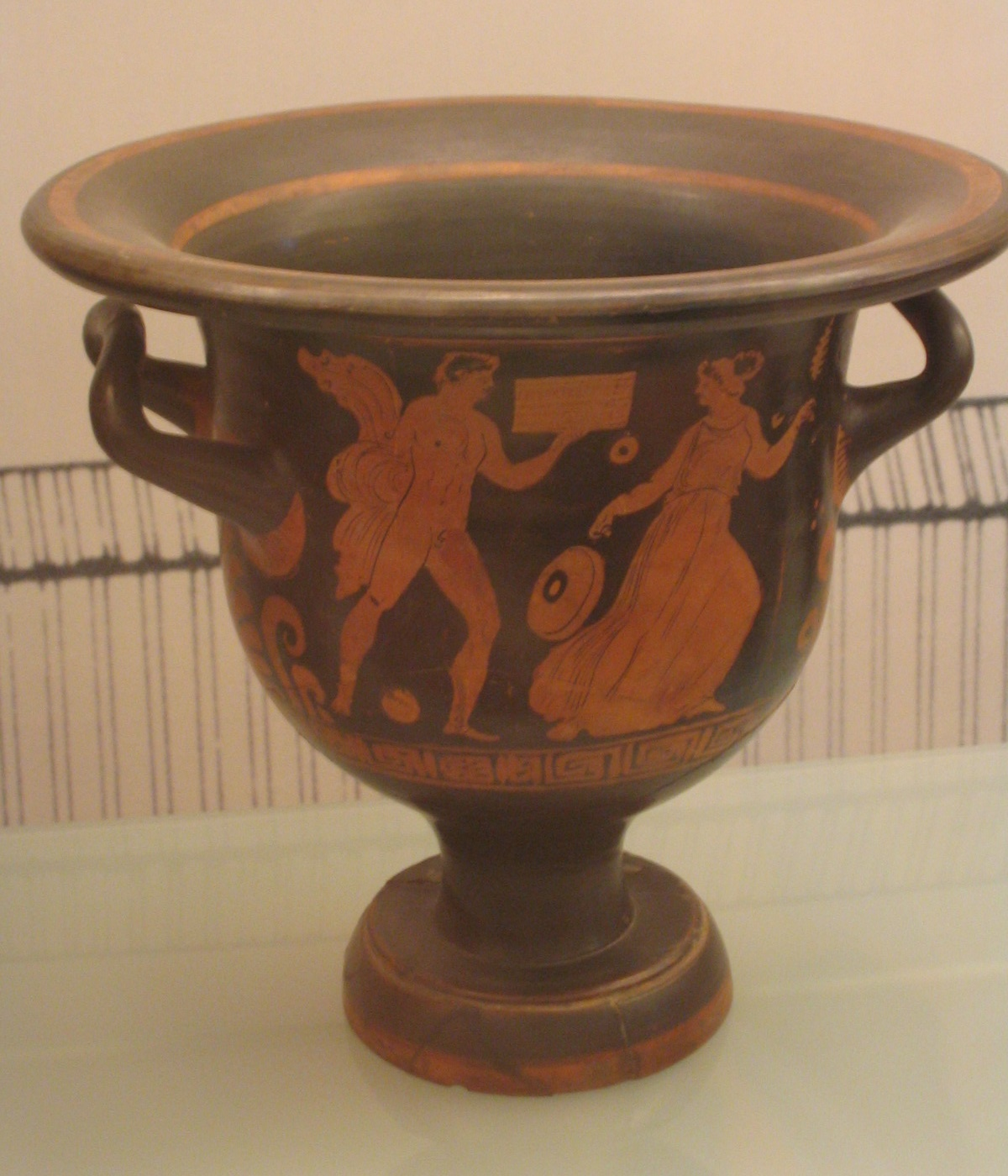
Crátera griega encontrada en Ampurias.

En el 575 a. C. llega a la península la última oleada colonizadora griega, la de los foceos, encaminada al comercio de larga distancia. Los focenses no creaban colonias de poblamiento sino que su objetivo era, primordialmente, comercial. La misma metrópolis, Focea, está erigida con esa finalidad.
Se establece la Palaiápolis, «ciudad antigua», como un mero puerto comercial isleño donde hacer escala frente a la desembocadura del río Fluviá. Con la llegada de los griegos, los indígenas se vuelven productores de bienes de consumo que intercambiarán con los helenos por mercancías más preciadas como el vino. En un principio depende de Masalia, como podemos observar en el gran número de ánforas masaliotas encontradas de esa época.
En el 550 a. C., según Estrabón, se establece una segunda fundación, ésta en tierra firme, en detrimento de la Palaiápolis, que experimenta un gran desarrollo urbanístico. Las palabras de Estrabón las vemos recogidas en su Geografía:

«Los emporitanos habitaban antes una islita delante de la costa que hoy se llama Palaiápolis, pero hoy viven ya en la tierra firme. Emporion es una ciudad doble, estando dividida por una muralla, teniendo antes, como vecinos, algunos indiketes (...). Pero con el tiempo se unieron en un solo estado, compuesto de leyes bárbaras y griegas, como sucede también en otras muchas ciudades»
Estrabón, Geografía, III. 4, 8.

Tras la conquista de Focea por Ciro II, emperador de Persia en 546 a. C, los foceos huyen a la nueva colonia de Alalia, en Córcega. Sin embargo, su presencia acaba incomodando a los cartagineses, que forman una coalición con los etruscos para acabar con ellos. En el 535 se produce la Batalla de Alalia. Los foceos volverán a huir, esta vez se refugiarán en Masalia y Emporion. La ciudad vio aumentada sensiblemente su población por refugiados.

En el siglo V a. C. se produce una época de gran prosperidad basada sobre todo en el comercio griego, en especial con el aprovisionamiento ateniense. Se establecieron acuerdos políticos y comerciales con la población indígena, (que fundó en las cercanías la ciudad de Indika). Debido a su situación en la ruta comercial entre Masalia y Tartesos, la ciudad se convirtió en un gran centro económico y comercial además de la mayor colonia griega en la península ibérica. 

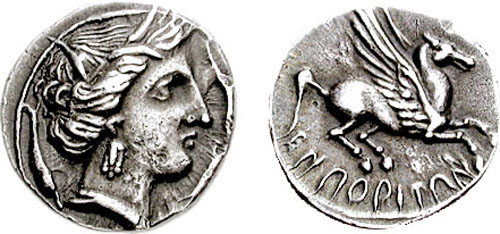
Moneda de Emporion. En el anverso vemos la cabeza de la ninfa Aretusa en el reverso la leyenda emporiton (emporitanos) en griego y un pegaso, símbolo de la ciudad.

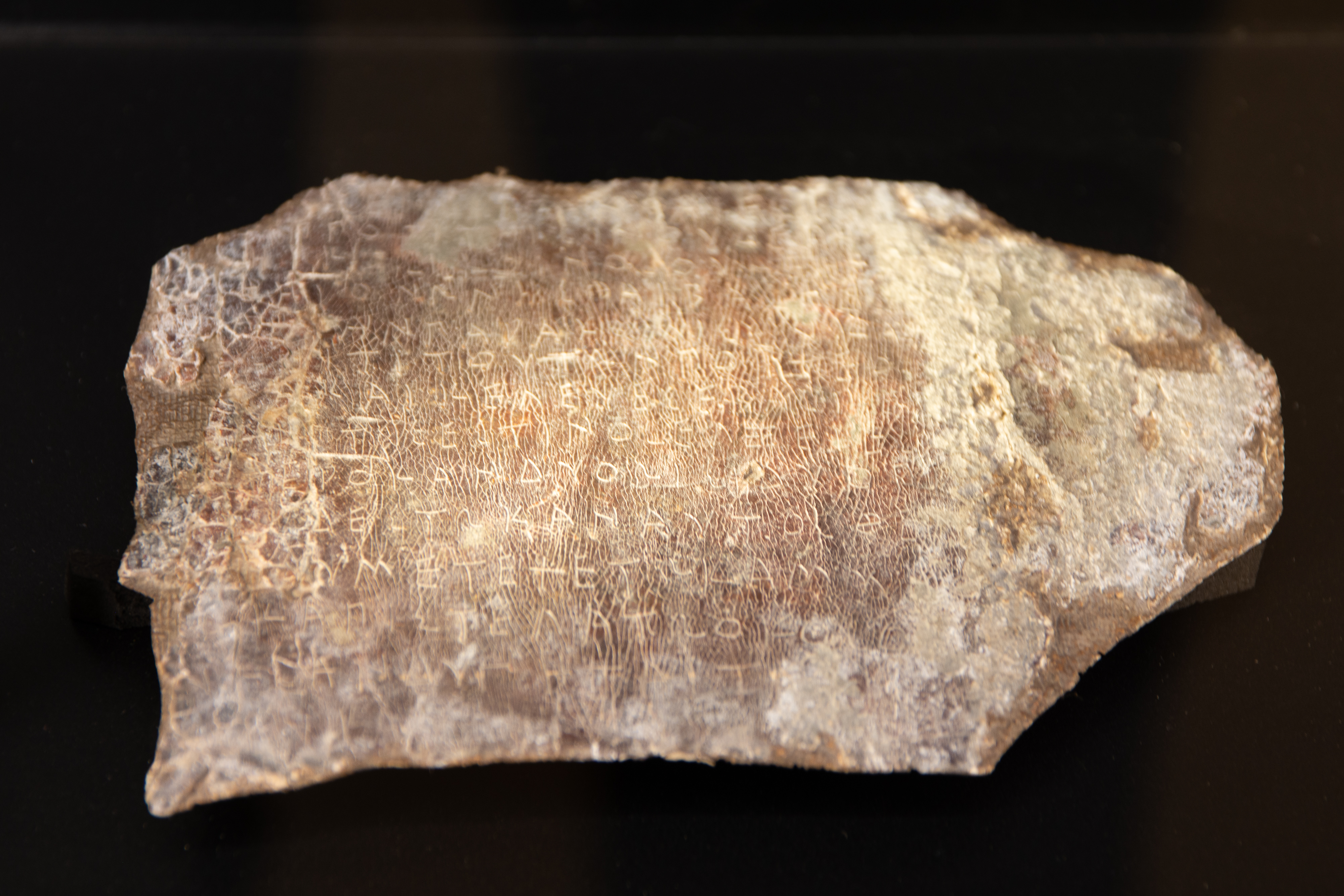
Carta comercial griega.

A partir del siglo IV a. C. la ciudad ya crece de forma considerable y es conocida como Emporión, Ἐμπόριον. Sigue habiendo mucho comercio griego con la península y se empiezan a acuñar las primeras monedas, anepigráficas (sin inscripción), en un primer momento, y con la leyenda EM, más tarde. A finales de este siglo se emiten ya dracmas con el tipo del caballo parado, según modelo púnico, y después con el característico pegaso en el reverso y la cabeza de Aretusa en el anverso.
Continúa el periodo de esplendor hasta la llegada de los Bárcidas. La competencia crea una recesión en la economía emporitana. Los emporitanos envían una embajada a Roma pidiendo ayuda. Roma cierra el Tratado del Ebro con Asdrúbal el Bello en el 226 a. C., según el cual los púnicos no podían pasar el río. Con la segunda guerra púnica Ampurias se significa como fiel aliada de Roma. En el 218 a. C. los romanos envían un ejército, que desembarca en Ampurias, con la misión de cortar los suministros de Aníbal, que está asolando Italia. Este hecho lo vemos citado por Tito Livio:

«Mientras estas cosas ocurrían en Italia, Cn. Cornelio Escipión, enviado a Hispania con una escuadra y un ejército, zarpó de las bocas del Ródano y doblando los montes Pirineos abordó en Ampurias. Desembarcó allí el ejército, y empezando por los lacetanos, sometió a Roma toda la costa hasta el Ebro, unas veces renovando alianzas, otras estableciéndolas.»
Tito Livio, Ab Urbe condita libri, XXI. 60, 1-3.

### Ampurias bajo dominio romano

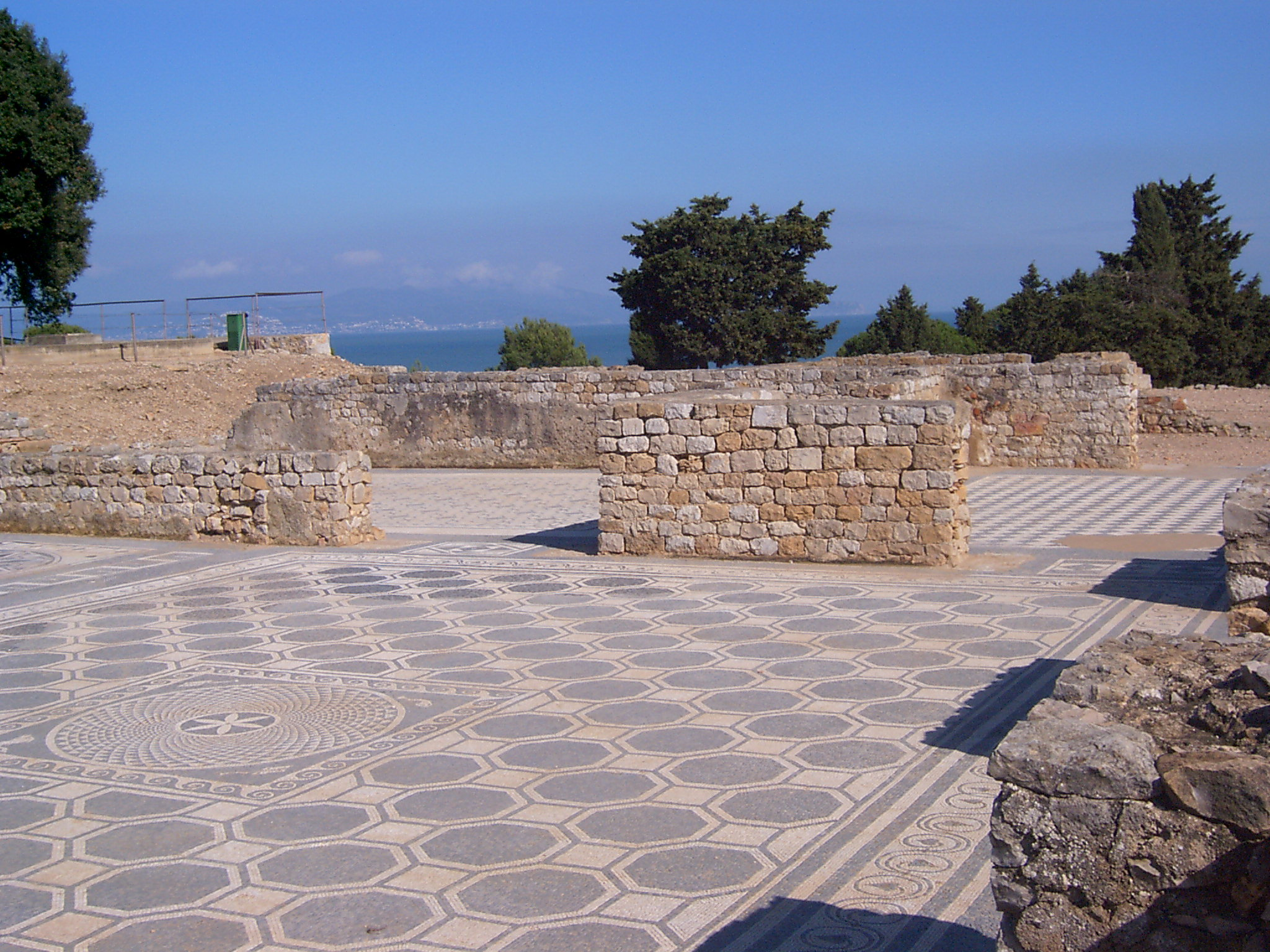
Mosaicos en la parte romana de la ciudad antigua de Ampurias.

La primera presencia romana en Ampurias supuso la construcción de un campamento romano estable del ejército, donde hoy en día se halla la ciudad romana, aunque la existencia de este campamento no supuso la sumisión de la ciudad griega a la República, sino que ambas eran iguales. Esto ocurrirá con la venida a Hispania del cónsul Marco Porcio Catón. Tras desembarcar en Rosas, su ejército ( estimado entre 52.000 y 70.000 hombres) se dirige a Ampurias. Tito Livio hace referencia a este hecho describiéndonos la ciudad:

«Ampurias estaba formada por dos ciudades separadas por una muralla. Una ciudad habitada por griegos de Focea, como los massaliotas, y la otra por hispanos. La ciudad griega, próxima al mar, estaba rodeada por una muralla de menos de 400 pasos. La ciudad hispana, más alejada de la costa, tenía una muralla de 3.000 pasos de perímetro (...) La parte de la muralla que miraba a tierra, bien fortificada, tenía una sola puerta vigilada por un magistrado por turno. Por la noche montaban la guardia en las murallas la tercera parte de los ciudadanos (...).»
Tito Livio, Ab urbe condita, XXXIV, 9.

En torno al 100 a.c, se construyó una ciudad romana de nueva planta, que convivió en pie de igualdad con la vieja colonia focense. Con el tiempo, la presencia de Roma influyó tanto al pequeño núcleo griego que los propios griegos se fueron romanizando, hasta que durante el principado de Augusto se les fue concedida la ciudadanía romana, haciendo que el núcleo griego y el romano acabaran físicamente unidos.
Conocemos también, gracias a algunos pasajes de Estrabón y Tito Livio, sobre un núcleo indígena Indika siendo parte del complejo. Ellos explican que la comunidad grecorromana y la indígena vivían separadas por un muro.
La ciudad mantuvo sus instituciones hasta la guerra civil entre Pompeyo y Julio César, cuando el partido pompeyano gana en la ciudad, lo que supuso, tras la victoria de César, la anulación de su independencia y el establecimiento de una colonia de veteranos a su lado.
A partir del siglo I d. C., tras la conquista total de Iberia por Roma, Ampurias entró en decadencia, ensombrecida por el poder de Tarraco y Barcino. Tarraco, convertida en capital, hizo que las antiguas ciudades romanas de origen republicano entraran en un proceso de decadencia.[cita requerida] A finales del siglo I d. C. comienza el abandono de Ampurias.

### Ampurias durante la tardoantigüedad
En el siglo III d. C. la población se va hacia la antigua Palaiápolis, que estaba mejor fortificada. La ciudad griega pasó a ser un cementerio, mientras que la romana pervivió como población hasta la invasión normanda del siglo IX. La continuidad de la importancia de esta pequeña ciudad, quedó demostrada por el hecho de que, después de la conquista del norte de Cataluña por Carlomagno en el 785, Ampurias fuese la capital del condado carolingio del mismo nombre, siendo ésta una condición que la vieja ciudad mantuvo hasta el progresivo traslado de los condes en el siglo XI, a la vecina localidad de Castellón de Ampurias. Este desplazamiento comenzó a raíz del aviso que supuso para su seguridad la destrucción a la que se vio sometida Ampurias en el año 935 a manos de una escuadra árabe fletada y enviada desde Almería por Abderramán III.

## Evolución de la investigación arqueológica

### Inicio de la excavación. Puig i Cadafalch y Gandia (1908-1936)
A pesar de que se conocía el emplazamiento exacto de la ciudad desde el siglo XV, las excavaciones no comenzaron hasta finales del siglo XVIII, pero no fue hasta principios del siglo XX cuando se iniciaron las primeras investigaciones arqueológicas con una metodología con carácter científico. Estas empezaron en 1908 a iniciativa de la Junta de Museos de Barcelona, de la cual formaban parte la Diputación Provincial de Barcelona, actual propietaria del yacimiento, y el Ayuntamiento de la ciudad del mismo nombre. El impulsor de dicho proyecto fue Josep Puig i Cadafalch, aunque los trabajos de campo los dirigió Emili Gandia, quien tuvo que desarrollar un método arqueológico estratigráfico propio. Sin formación previa en Arqueología, Gandia registró detalladamente todos los detalles de sus excavaciones, que anotaba a medida que se producían y luego traspasaba a limpio en sus famosos Diarios, que permanecen inéditos a pesar de haber sido utilizados en todos los trabajos posteriores sobre el yacimiento.

### La guerra y reanudación bajo el trabajo de Martín Almagro (1936-1965)
La guerra civil española frenó en seco las investigaciones, las cuales no se reanudaron hasta 1939, bajo la dirección del profesor Martín Almagro Basch, quien con ayuda del ejército comenzó la investigación de la ciudad romana. De 1940-1965 se descubren tramos de la muralla romana, la domus y el foro. En los 40 realizan algunas catas en la ciudad griega. Se llevan a cabo publicaciones de poca entidad, salvo sobre las necrópolis.
Eran unos de los más importantes de las guerras.

### La dirección de Ripoll (1965-1981)
A partir de 1965 la dirección recayó en el prehistoriador Eduardo Ripoll Perelló, alumno de Almagro, el cual, desde 1961-1981 hace catas estratigráficas en el área del foro y zonas circundantes. Se excava extramuros con el fin de encontrar el poblado indígena indiketa. La ciudad griega no se toca y, en cuanto a la romana, sólo se halla una instalación militar romana del segundo cuarto del II a. C.

### Reinterpretación de los santuarios y excavación en el foro (1990-2018)
A partir de 1981 y hasta fechas recientes el director de la excavación ha sido Enric Sanmartí, durante las últimas dos décadas gracias al incremento de los recursos humanos y económicos se ha incrementando notablemente la información sobre la ciudad romana y la Neápolis, en este último caso se ha logrado conocer gran parte de la evolución de dicho lugar desde el siglo V a. C. Actualmente la investigación arqueológica del yacimiento, que es una de las sedes del Museo Arqueológico de Cataluña es desarrollada por un equipo formado por Pere Castanyer, Marta Santos, Quim Tremoleda i Xabier Aquilué.
Las piezas encontradas son principalmente griegas, romanas e iberas, y se conservan en el Museo Arqueológico de Cataluña, en sus centros de Ampurias (entre la ciudad griega y la romana) y Barcelona. Se trata fundamentalmente de vasijas de cerámica, mosaicos, esculturas, sarcófagos, joyas y herramientas.

## LaPalaiápolis
La isla donde se situaba la Palaiápolis se encuentra en la actualidad unida a tierra firme. Sobre esta isla se encuentra el pueblo medieval de San Martín de Ampurias, mientras que la parte que anteriormente fue el puerto y que fue sepultada de sedimentos se encuentra cubierta de huertas. Esta zona apenas ha sido excavada debido a que desde la antigüedad ha permanecido habitada. Parece ser que tras la fundación de la Neápolis, la Palaiápolis se utilizó como acrópolis (fortaleza y templo). Estrabón habló de un templo dedicado a Artemisa situado en esta isla.

## LaNeápolis

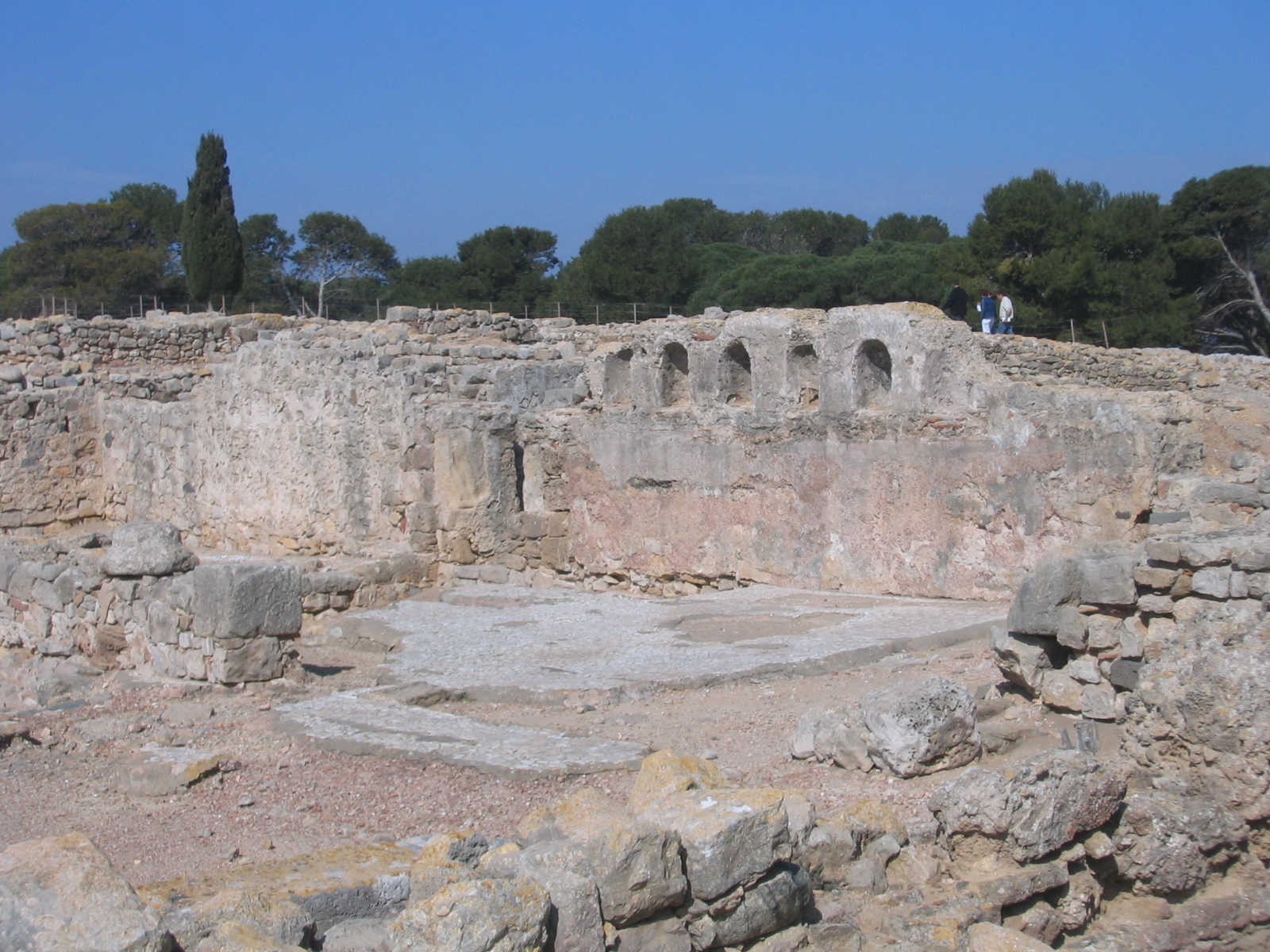
Basílica paleocristiana en Ampurias.

En este apartado se comentarán los edificios más representativos de la Neapolis, y la cual fue fundada al parecer en el 550 a. C., conviene tener en cuenta que casi todo lo que se observa a simple vista, corresponde a las épocas republicana e imperial, e incluso, al principio de la alto medieval. Por lo que, lo que hay estrictamente griego, tanto de las épocas arcaica y clásica como de la época helenística, se halla en el subsuelo y solamente es visible en ciertos sondeos realizados antes de 1939, y en las zonas excavadas a partir de los años 80, especialmente en la zona sur de la ciudad.

### Murallas y edificaciones defensivas
La Neápolis consistía en un recinto amurallado formando un rectángulo muy irregular de 200 m por 130 m, situándose el puerto al norte.
El sur de la Neapolis está delimitado por una muralla con aparejo ciclópeo construida en la segunda mitad del siglo II a. C., siendo gran parte de los bloques de caliza que la conforman, provenientes de una muralla griega anterior, del siglo IV a. C., cuyos restos han sido hallados a unos veinticinco metros hacia el interior de la ciudad. Al desplazar la muralla sus piedras sirvieron como se ha comentado para construir la muralla exterior, mientras que lo que quedaba fue sepultado bajo una gran aportación de tierra que elevó el nivel de la ciudad de manera considerable.
La muralla se desplazó en el siglo II a. C., seguramente debido a la necesidad de ganar espacio para construir un conjunto de nuevos templos. La nueva muralla, la del siglo II  a. C., está flanqueada por dos torres cuadrangulares y el ángulo sudoccidental estaba protegido por un importante baluarte. Si bien se ha comentado la existencia de una muralla del siglo IV  a. C. y otra del siglo II a. C., diversas intervenciones arqueológicas han constatado la existencia de un parapeto o Proteichisma de la segunda mitad del siglo III a. C., que actualmente se sitúa debajo del recinto de Serapis que evitaría que la maquinaria de guerra se acercara más de lo conveniente a la muralla
En cuanto a la muralla que cerraba la Neapolis por el oeste, se ha documentado la existencia de una torre de vigilancia o atalaya de gran tamaño, la cual ha sido datada en el siglo V a. C.; esta fortificación y la torre del mismo siglo hallada en la zona sur de la ciudad debieron formar parte de un complejo defensivo anterior a la edificación de la muralla del siglo IV a. C. Por último, el muro del oeste separaba Neápolis de la ciudad ibérica de Indika.

### El recinto de Asclepio
En el espacio ganado con la ampliación de la muralla hacia el sur de la ciudad en el siglo II a. C. se construyeron diversas construcciones de carácter religioso que, en parte pueden ser identificadas con un Asclepeion, con la ampliación de la muralla, el primitivo recinto de Asclepio, del siglo IV a. C., fue totalmente modificado, quedando a partir de ahora intramuros. El Asclepeion era un centro terapéutico y religioso consagrado al dios de la Medicina, Asclepio

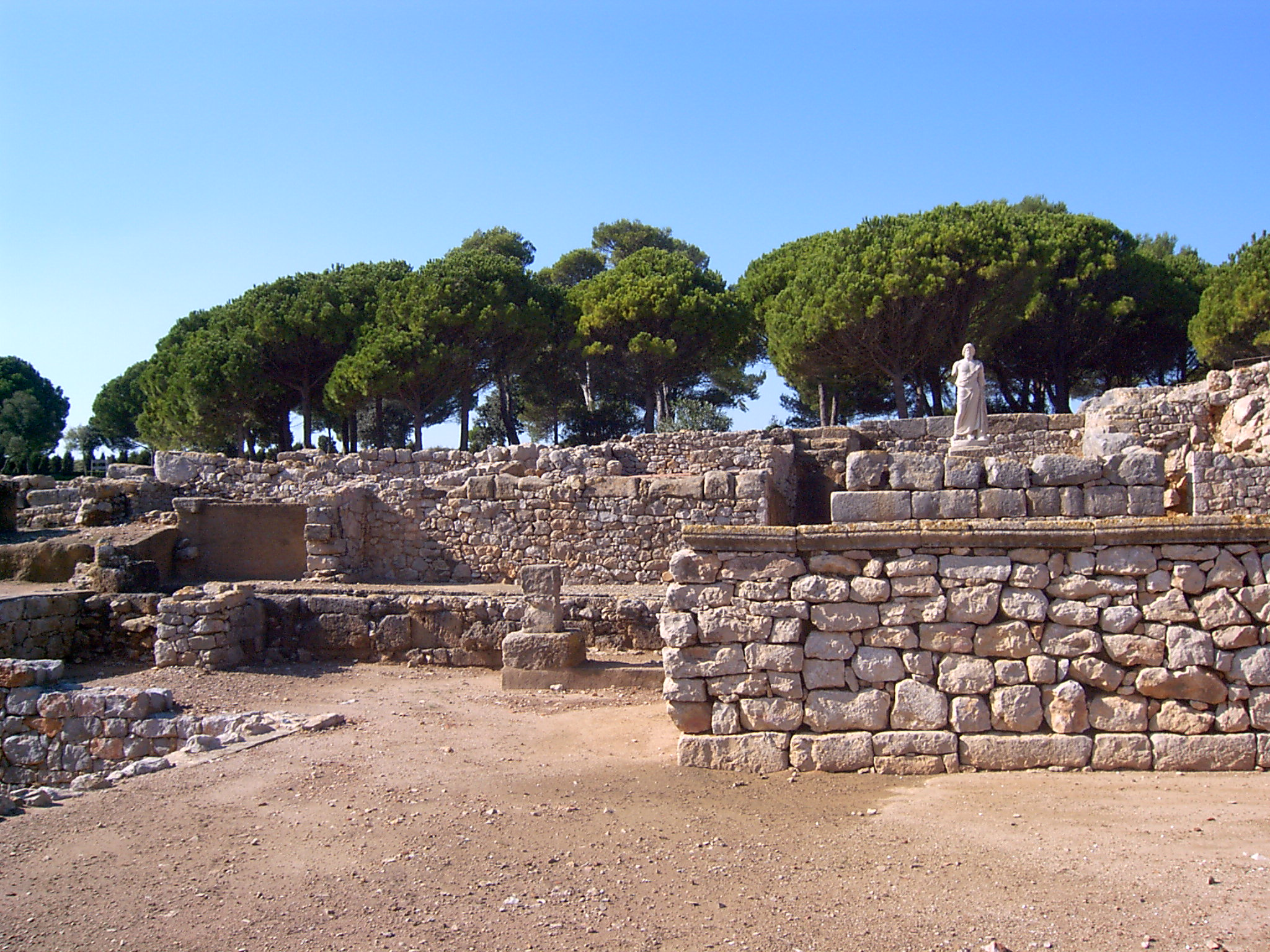
Vista del recinto de Asclepio

El recinto parece ser que estaba conformado por los tres templos que se encuentran al oeste del conjunto, junto a unas cisternas, un pozo hallado, y por último un edificio porticado o αβατον (abaton), un edificio donde los enfermos experimentaban el sueño sagrado a partir del cual los sacerdotes establecían el tratamiento terapéutico a seguir. En cuanto a las cisternas eran el lugar donde se almacenaba el agua necesaria para llevar a cabo los ritos de purificación a los que debía someterse el enfermo, y el pozo abierto quizás albergaba las serpientes consagradas al dios

### El recinto de Serapis
A mediados del siglo II a. C., al mismo tiempo que se construía la muralla externa de la ciudad y se demolían la muralla griega del siglo IV a. C. y el parapeto del siglo III a. C., en Ampurias se decidió construir una plaza porticada en el espacio ganado al desplazar la muralla. Más adelante probablemente en la primera mitad del siglo I a. C., ésta sufrió una importante transformación, al ser construido en su zona occidental un templo tetrástilo, dórico y con escaleras laterales, consagrado seguramente a la divinidad de Serapis. De la existencia de este recinto a Serapis, se presupone la importancia que tuvieron en Ampurias en los períodos helenístico y republicano, los cultos procedentes del Mediterráneo oriental, debido seguramente al efecto que tuvo en la ciudad la llegada de mercaderes y negociantes de Oriente, quienes aprovecharon la existencia de una ciudad portuaria, abierta al exterior, para establecerse en ella y transformarla en los siglos II y I a. C., en un emporio comercial y cultural de gran influencia.

### Edificios civiles
Las excavaciones han sacado a la luz un centro urbano helenístico compuesto por un ágora, una stoa, y un mercado, edificios situados en la zona central de la Neápolis, donde confluyen las dos vías principales de la misma, siendo construidos estos edificios a mediados del siglo II a. C. Para ello hubo que destruir parte del barrio existente en aquella zona. El conjunto de los edificios ocupa la mitad de una hectárea, situándose en torno a una plaza porticada de 52 x 40 metros.

### Arquitectura doméstica
La mayor parte del espacio excavado correspondiente a la ciudad griega, constituyen recintos domésticos de cronología variada. Conviene destacar, sin embargo, que a pesar de la gran cantidad de casas estudiadas, apenas se tiene información sobre cómo eran las casas entre el siglo VI y el siglo III a. C., mientras que del siglo II a. C. en adelante la información es bastante más completa. En la Neapolis nos encontramos dos tipos de casas, por un lado las casas llamadas de peristilo, de clara tradición griega, mientras que por otro lado nos encontramos con las casas llamadas de atrio, las cuales se desarrollan tras la llegada romana a Ampurias en el 218 a. C.

### Escollera helenística

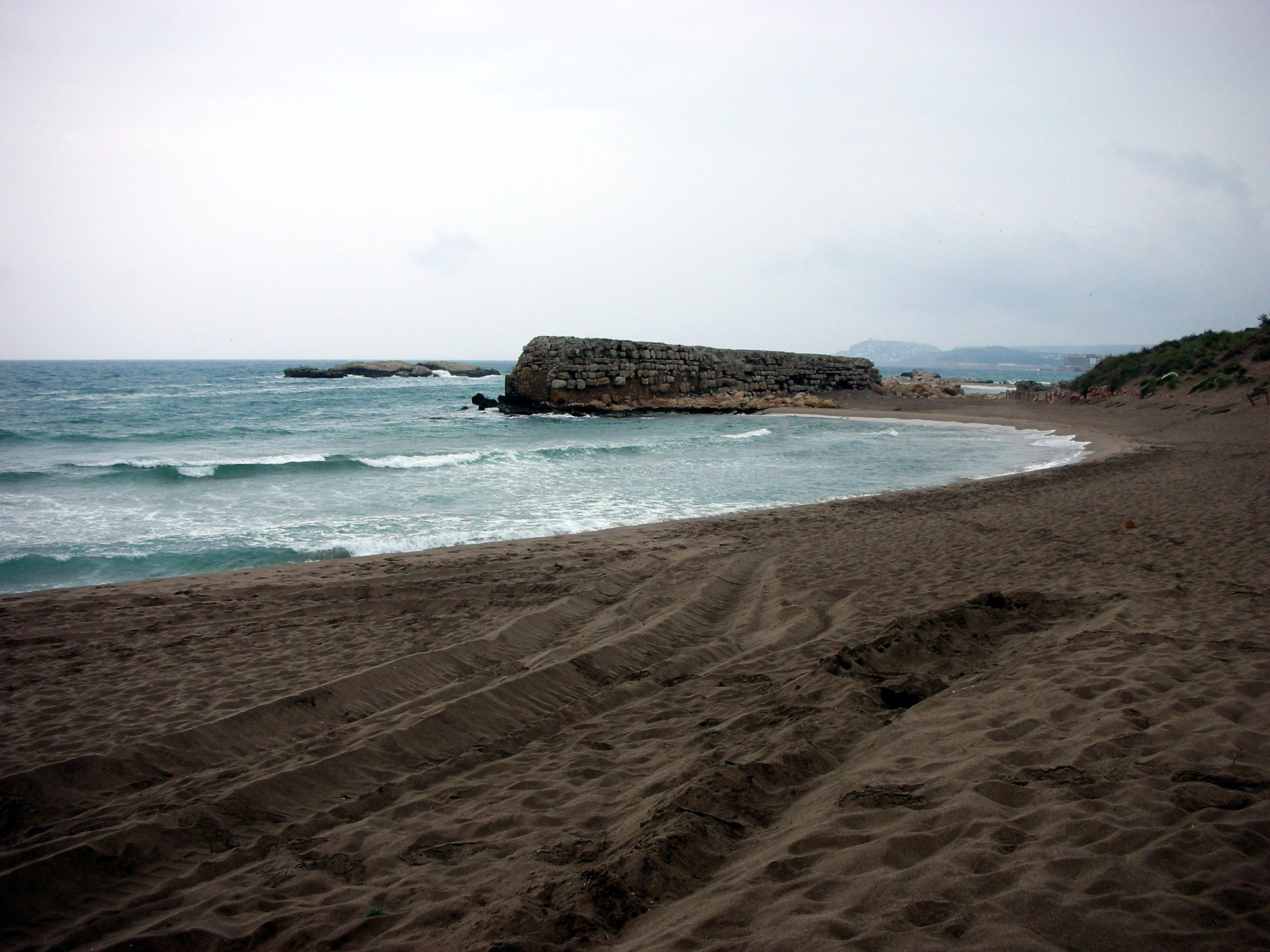
Imagen de la escollera helenística.

Este monumento es uno de los más emblemáticos de Ampurias, no solo por su monumentalidad, sino también por el hecho de haberse hallado siempre visible. Fue una obra probablemente construida en el siglo I a. C., la escollera mide 82 metros de longitud, 6 m de anchura y su altura alcanza los 6,50 m

### Otros edificios
Tras la ocupación romana se levantaron unas termas y posteriormente en el siglo IV, se construyó sobre la estructura de las termas una pequeña basílica paleocristiana de planta rectangular con ábside, dedicada a las prácticas funerarias propias del cementerio cristiano que la rodeaba.

## La ciudad romana
La ciudad romana aún no está completamente estudiada (sólo se han completado un 20 % de las excavaciones. La construcción de la ciudad romana se realizó en torno al 100 a. C, levantándose una ciudad de nueva planta, con trazado urbano ortogonal, y la cual durante el siglo I y hasta la época de Augusto, permaneció independiente de la ciudad griega, hasta que durante el reinado de Augusto, tras conseguir primero los indígenas, y luego los griegos la ciudadanía romana, se fusionaron en un único municipio denominado a partir de entonces emporiae, e integrado por gentes de estirpe itálica, ibérica y griega. Destacar que la ciudad romana ocupa a grandes rasgos un rectángulo de 700 x 300 metros aproximadamente.

### Arquitectura doméstica

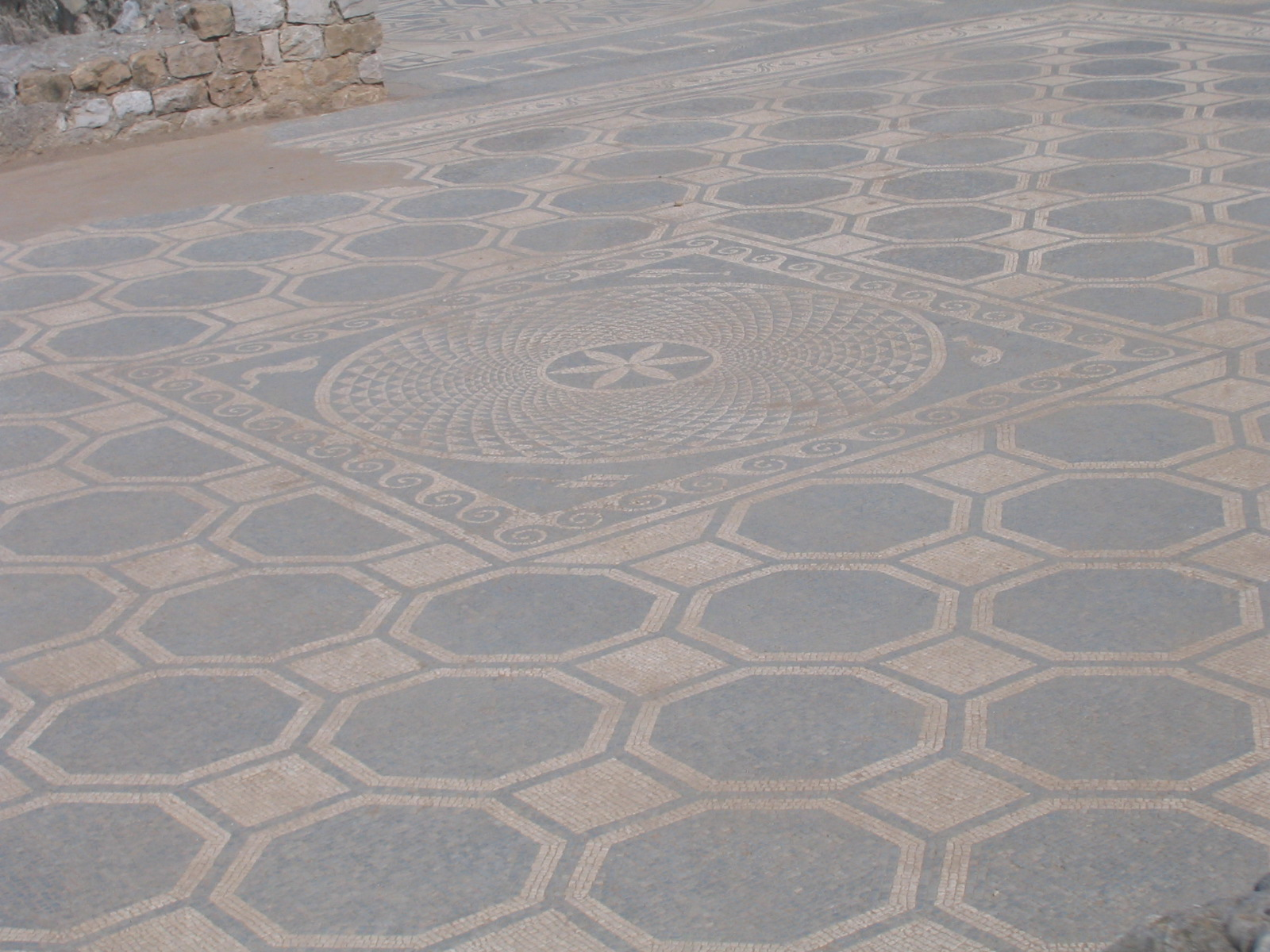
Mosaico en blanco y negro de una domus romana.

El conocimiento de las casas romanas de la ciudad romana se limita a tres grandes domus, situadas en el lado este de la ciudad, sobre el puerto. Se trata de grandes mansiones que siguen el esquema itálico de la casa de atrio completada con peristilo y hortus. Su origen es, como el de la ciudad, de época republicana, y fueron construidas cuando los primeros habitantes recibieron sus lotes de terreno en los que construir las viviendas, las cuales, sobre todo en época imperial sufrieron importantes ampliaciones. Las viviendas presentan numerosas dependencias, jardines y decoración de mosaicos en blanco y negro y pinturas murales. En una de ellas se conserva en buenas condiciones un mosaico que representa el sacrificio de Ifigenia.

### Muralla de la ciudad

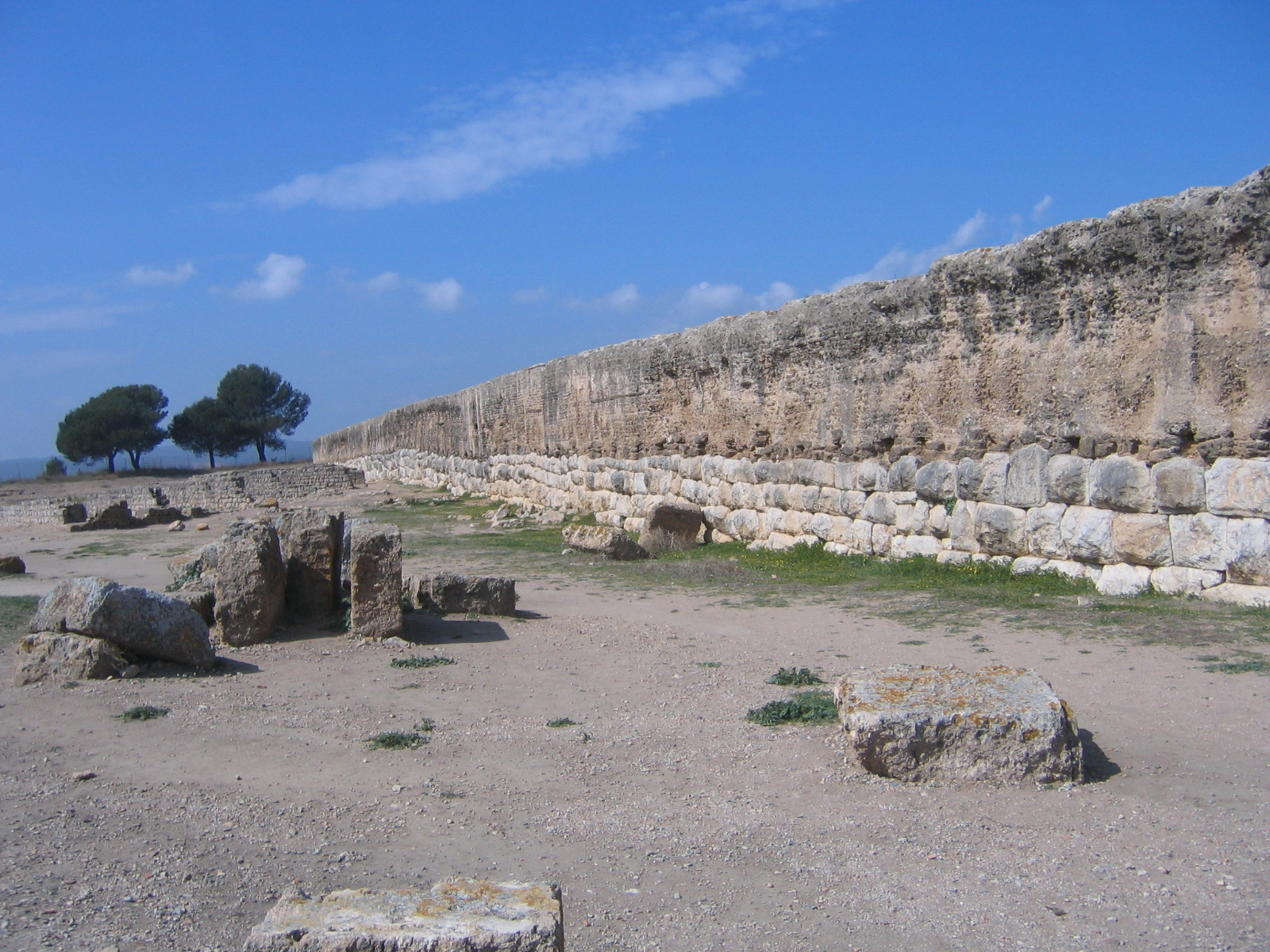
Muralla romana de Ampurias.

De la muralla romana, construida a finales del siglo II a. C., el sector mejor conservado, es el del recinto sur, donde nos encontramos con un muro recto, sin torres, que consta de dos cuerpos: el interior, hecho de sillares poligonales de piedra caliza, y el superior de opus caementicium, hormigón de cal, arena y piedra. Destacamos la puerta situada en este tramo de muralla, en cuyo dintel se pueden ver aún las roderas de los carros. La función de esta muralla, no era defensiva, sino de delimitar el recinto de la ciudad, y diferenciarlo del territorio agrícola circundante, el ager, las razones, son su escasa altura, unos 3 metros, la ausencia de torres, y unas entradas sin fortificar.

### El foro
Dicho recinto consistía en una plaza pública alrededor de la cual se distribuían los principales edificios de la ciudad, cuyas funciones eran religiosas, administrativa y comercial. Uno de los edificios más importantes fue un gran templo, construido en época republicana, cuya fachada estaba orientada al sur. El templo era próstilo y tetrástilo, y se alzaba sobre un podio hoy prácticamente desaparecido, estando dedicado a la tríada romana: Júpiter, Juno y Minerva
El templo estaba rodeado por un gran pórtico de tres naves, en forma de U invertida levantado sobre un criptopórtico. Este conjunto, estuvo acompañado de trece tabernae abiertas hacia el norte. Asimismo al este se encontraba una basílica civil y una curia, edificios construidos durante el mandato del emperador Augusto. Por último destacar que con la construcción del foro, la importancia de la plaza del ágora de la ciudad griega comenzó a declinar, ya que las atribuciones religiosas y administrativas pasaron a este recinto.

### El anfiteatro y la palestra
Fuera del recinto de la ciudad se construyó a finales del siglo I,5 d.c un anfiteatro y una palestra. El anfiteatro se trata de un edificio construido con materiales de baja calidad, teniendo unas gradas que con casi toda probabilidad eran de madera. En cuanto a las dimensiones del edificio sus ejes miden 93 x 44 metros, estando rodeado por un pórtico. A día de hoy constituye el único edificio público destinado a espectáculos, ya que en la actualidad todavía no ha sido posible documentar la existencia de un teatro.

## Necrópolis

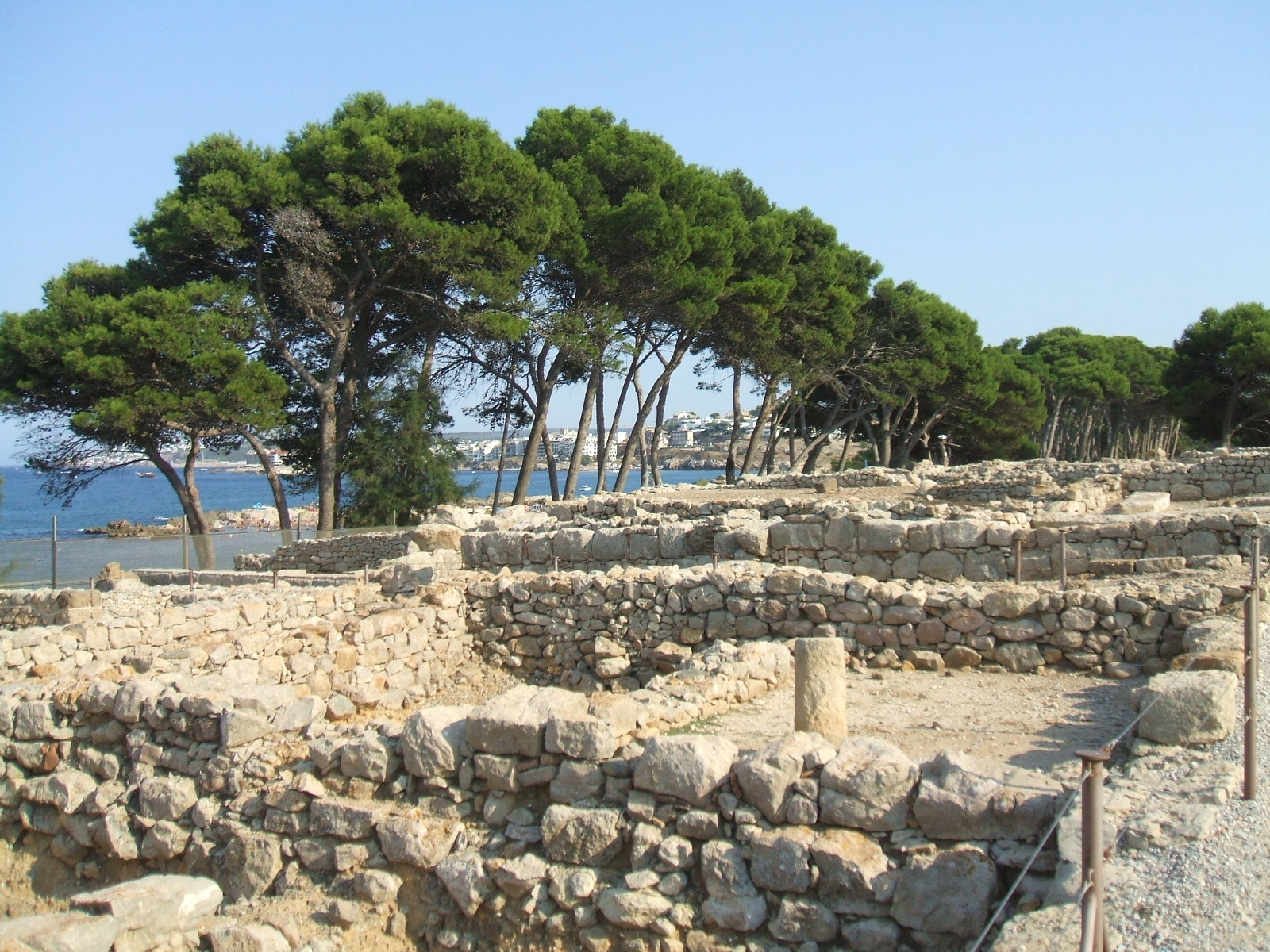
Yacimiento arqueológico de Empuries (Catalunya, España): ruinas griegas de Neapolis; Casa del Peristilo.

Las necrópolis de Ampurias duraron más de mil años, desde el siglo VII a. C. hasta la Edad Media. Muchas de sus tumbas fueron saqueadas, ya en la anitigüedad. Almagro realizó dos volúmenes que recogen todos los datos sobre la mayor parte de cementerios de la zona. Hay cuatro tipos: greco-indígenas, tardorrepublicanas, altoimperiales y bajoimperiales.

### Greco-indígenas (s.VIa.C.-IIIa.C.)
Sus enterramientos fueron ocupando los costados sur y oeste de la Neápolis, al estar cerrados por el mar el este y el norte. Son de las necrópolis más expoliadas. El sector oeste fue ocupado por la llamada necrópolis de la muralla noreste, enclave funerario de indígenas helenizados en la que predomina el rito de la incineración, aunque también hay inhumaciones. En el resto de necrópolis abundan más las inhumaciones (quizás de origen griego), aunque un tercio de las tumbas son de incineraciones, posiblemente de origen ibérico. Las necrópolis del sector sur durarán mil años sin interrupción (s. V a. C. - VI).

### Tardorrepublicanas (s.IIa.C.-Ia.C.)
Encontramos un grupo antiguo que seguirá utilizando las necrópolis antiguas inhumadores/incineradores, posiblemente los griegos e indígenas de la Neápolis. Otro grupo será predominantemente incinerador y tendrá su necrópolis en un cerro donde anteriormente se situó un antiguo asentamiento indígena, Parralli. La necrópolis más antigua documentada es la que se encuentra en la ladera norte del vecino cerro de Les Corts, situado al sudoeste de la ciudad. Esta necrópolis funcionó sobre todo durante los siglos II y siglo I a. C., encontrándonos pequeños túmulos de planta cuadrada construidos con sillares de cantería en cuyo centro se sitúan los restos de la incineración.

### Altoimperiales (s.Ia.C.-IId.C.)
No constan con claridad enterramientos desde el segundo cuarto del siglo I a. C. hasta la época de Augusto, unos 35 años. A partir de entonces se observa que los enterramientos (sólo incineraciones, sin inhumaciones) se sitúan en una ladera de la colina sobre la que se asienta la urbe romana. Se empieza a imponer la inhumación en el siglo II.

### Bajoimperiales (s.IIId.C.-VId.C.)
Hablar de esta época no es fácil, así como dar cronologías precisas por la falta de ajuares en las tumbas. Toda el área de la antigua ciudad griega estaba llena de inhumaciones, quizás relacionadas con el culto de la basílica paleocristiana (o Cella memoriae, capilla con reliquias de algún mártir) allí enclavada. También siguen las inhumaciones en muchas de las antiguas necrópolis de épocas anteriores (como la Bonjoan, en uso durante mil años, desde la primera colonización griega) y otras completamente nuevas. Tal vez éstas estaban relacionadas con las villae o casas de campo romanas ubicadas cerca de ellas. Es destacable el monumento funerario de El Castellet y las tumbas a su alrededor.

## El museo
La visita a la ciudad griega y la ciudad romana se completan con la del museo, donde se pueden contemplar objetos representativos de la historia del yacimiento descubiertos durante los más de cien años de excavaciones en Empúries.

### Piezas destacadas
- Conjunto de herramientas de bronce ibéricas. Conjunto hallado en Sant Martí d’Empúries en 1998. Fue encontrado agrupado y oculto por tierra y piedras en una de las depresiones de la roca calcárea del subsuelo. El hallazgo se relaciona con la ocupación indígena del territorio durante la Edad del Bronce final, alrededor del siglo IX a. C., la más antigua documentada hasta el momento. El conjunto estaba formado por siete piezas, algunas enteras y otras fragmentadas, destinadas a ser refundidas para aprovechar el metal. Las piezas más significativas son hachas, un cincel y un fragmento del dorso de una hoz.[18]
- Monedas de la ceca Untikesken de Empúries. Las monedas que se acuñaron con la leyenda ibérica de Untikesken hacen referencia a la etnia indígena que habitaba en la ciudad y a su territorio, y significa, por lo tanto, ‘de los indigetes’. En el anverso, aparece la cabeza de la diosa Palas Atenea, con el casco corintio, la visera alzada y un gran penacho de plumas. En el reverso, el caballo alado Pegaso con la cabeza modificada. Estas emisiones de bronce son el nexo de unión entre las emisiones de tipo griego y las cívicas, con leyenda latina, de la creación del municipio romano, en época de Augusto.[19]
- Carta griega sobre plomo. Carta comercial griega con inscripciones sobre lámina de plomo. Se halló enrollada durante las excavaciones de 1985, en el sector norte de la ciudad griega, dentro de una habitación. Es de forma rectangular y con los bordes muy estropeados, por lo que se desconoce la longitud exacta que tenían las líneas. La parte central, en cambio, se lee perfectamente. Su lectura permite afirmar que se trata de una carta privada de carácter comercial por la que un comerciante de habla jónica —de la Fócide o de alguna de sus colonias— encarga la compra y el transporte de determinadas mercancías.[20]
- Crátera ática de figuras rojas. Crátera de columnas de cerámica ática de figuras rojas atribuida al pintor de Agrigento (460-450 a. C.). Era el tipo de recipiente que los griegos utilizaban para mezclar el vino con agua antes de servirlo, ya que nunca lo bebían solo. Este ejemplar, fabricado en los talleres cerámicos de Atenas, llegó a Emporion a través del comercio marítimo. Es de gran calidad artística, repleto de detalles decorativos. Destaca la decoración figurada de la parte central, con una escena en cada cara.[21]
- Panadero de terracota. Figura de terracota hallada en la necrópolis del sur de la ciudad griega de Empúries. Representa a un panadero sentado en un taburete. Con la mano derecha sostiene el mango de una pala circular de ahornar que apoya sobre el brazo izquierdo. La pala contiene cinco panecillos redondos y una pequeña barra que conservan restos de pintura blanca. En la figura son visibles los rasgos faciales de los ojos, la nariz y la boca. Tiene el pelo pintado de color negro, ha perdido una oreja y conserva restos de pintura roja en los pies y el delantal. Este tipo de figuras son típicas del mundo griego y suelen representar escenas de género.[22]
- Mosaico del Sacrificio de Ifigenia. Emblema de mosaico hallado en 1849 en una casa de la ciudad romana que aún no está excavada. Decoraba la parte central de una de las salas destinadas a banquetes (triclinio). Formado por teselas muy pequeñas y de colores (opus vermiculatum), que permiten obtener cualidades pictóricas, fue realizado en un taller del Mediterráneo oriental. Se puede datar alrededor del siglo I a. C. y reproduce una pintura griega, del siglo IV a. C., que representa la escenificación teatral del mito del sacrificio de Ifigenia, basado en la tragedia de Eurípides Ifigenia en Áulide.[23]
- Inscripción romana de bronce. Inscripción hallada en 1974 en el ambulacro oeste del foro romano de Empúries, que constituía el centro cívico del municipio y el lugar donde estaban ubicados los principales órganos y edificios administrativos, judiciales y de culto. Está realizada sobre una placa de bronce, fragmentada y con la parte inferior incompleta, enmarcada por una moldura decorada. Dedicada a Lucio Minucio Rufo, un personaje relevante de la Empúries romana que ejerció distintas magistraturas municipales, la inscripción es la siguiente: «A Lucio Minucio Rufo, hijo de Lucio, edil, duunviro, cuestor, sacerdote de Roma y Augusto, Lucio Minucio Rufo...».[24]
- Ara del gallo. Altar doméstico hallado en 1956 en la excavación de una casa romana de Empúries. El soporte del ara, que permanece in situ, estaba realizado en obra, revestido de cal y pintado. La pintura fue arrancada y colocada en un nuevo soporte, a fin de ser expuesta en el museo. La decoración del ara presenta motivos pintados como un gallo, dos serpientes enroscadas y guirnaldas verdes con frutos rojos. Esta ara estaba destinada al culto doméstico, y con las ofrendas que se realizaban en ella durante las festividades se potenciaba el aspecto reproductivo y fértil de la vida.[25]
- Laude funeraria de mosaico. Laude sepulcral datada en el primer cuarto del siglo V hallada en el interior de la iglesia medieval de Santa Margarida (fuera de las murallas de las antiguas ciudades griega y romana de Empúries). La laude formaba parte de una tumba privilegiada constituida por un sarcófago rectangular de piedra, con cubierta también de piedra a dos aguas, que fue colocado recortando la roca natural. La tumba fue sellada con esta laude policroma de mosaico, que presenta una inscripción funeraria cristiana de tres líneas en su parte central: «[…] obispo (?), [aquí] descansa. Goza el espíritu que se alegra en Cristo. Vivió más o menos sesenta años».[26]
- Estatua griega de Asclepio. Estatua de mármol que representa a una divinidad masculina con barba y manto, identificada tradicionalmente con Asclepio, dios griego de la medicina. Fue esculpida en dos partes que encajan por el torso. Procede de un taller helenístico del Mediterráneo oriental y habría llegado a Emporion en las postrimerías del siglo II a. C. Las distintas partes de la estatua fueron halladas, en Empúries, en 1909, en la terraza superior de los santuarios, situados al sur de la ciudad griega. Los rasgos iconográficos de la estatua, junto con los fragmentos de la representación de una serpiente encontrados en el lugar, la identificaron con el dios griego Asclepio, el Esculapio romano.[27]
- Cerno griego. El cerno es un vaso griego de ofrendas del siglo V a. C. hallado en 2008 en el barrio portuario de la ciudad griega. Está formado por una base de cerámica de forma anular, con el interior hueco, a la que se añaden distintos vasos destinados a recibir las ofrendas. Estos vasos eran usados para realizar libaciones con líquidos como vino, aceite, leche o miel, en función de la disponibilidad y de la divinidad a la que estaban dirigidas. El hallazgo de numerosos kernoi en este sector de Emporion permite suponer la existencia de un área de culto vinculada, probablemente, a la actividad marinera o a los cultos a divinidades femeninas como Deméter y Cora.[28]

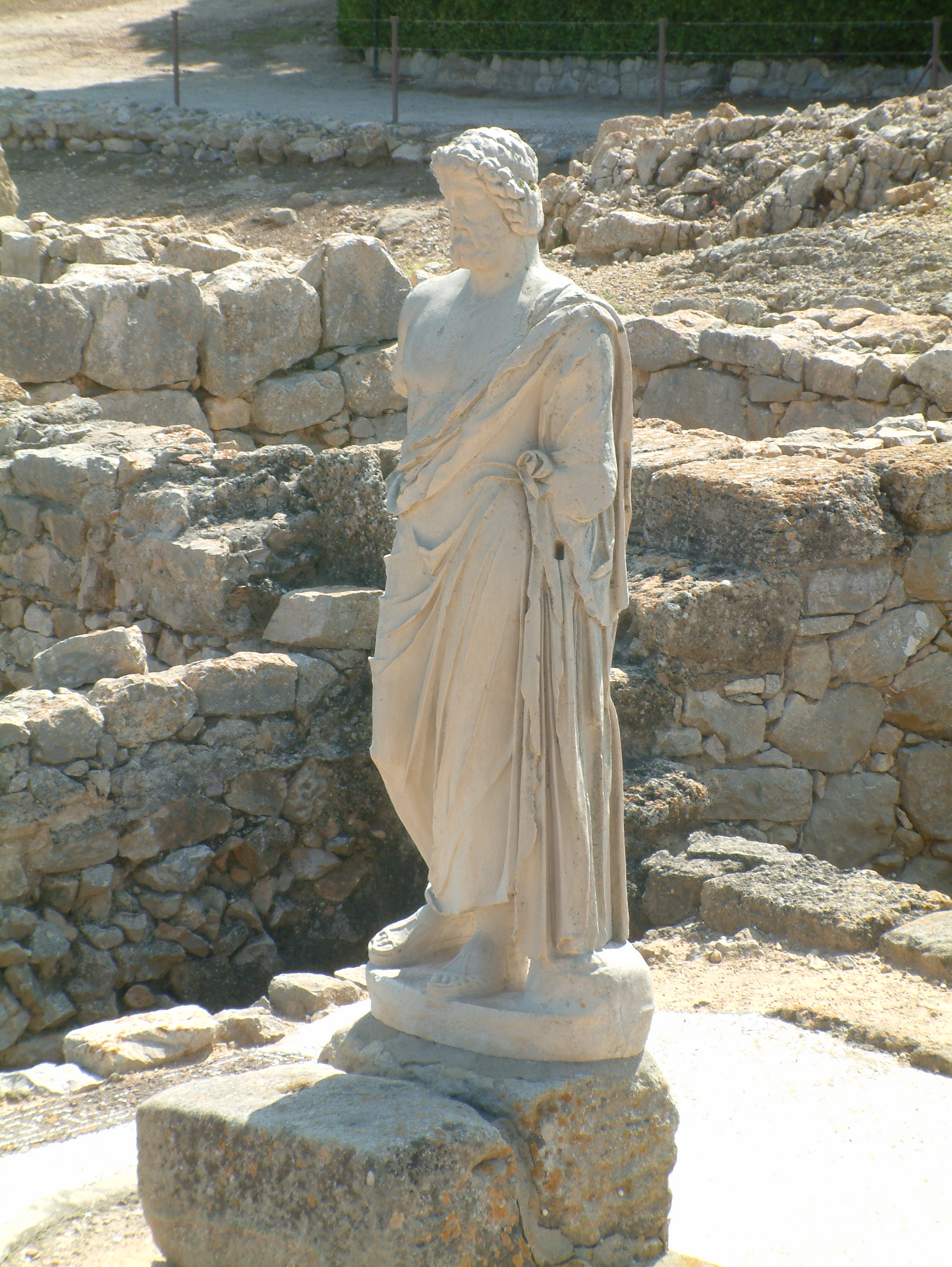
Estatua de Asclepio
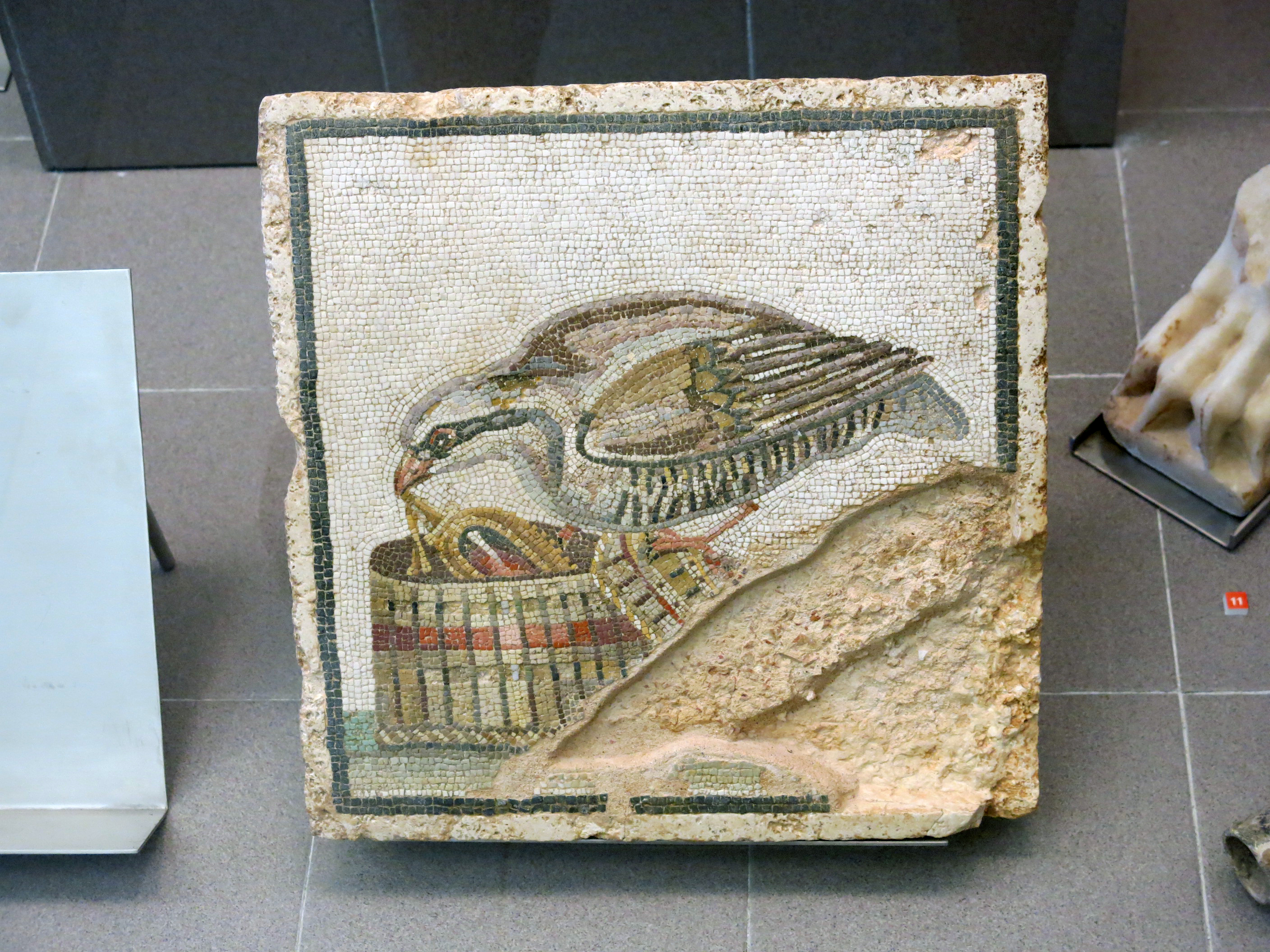
Mosaico de una perdiz
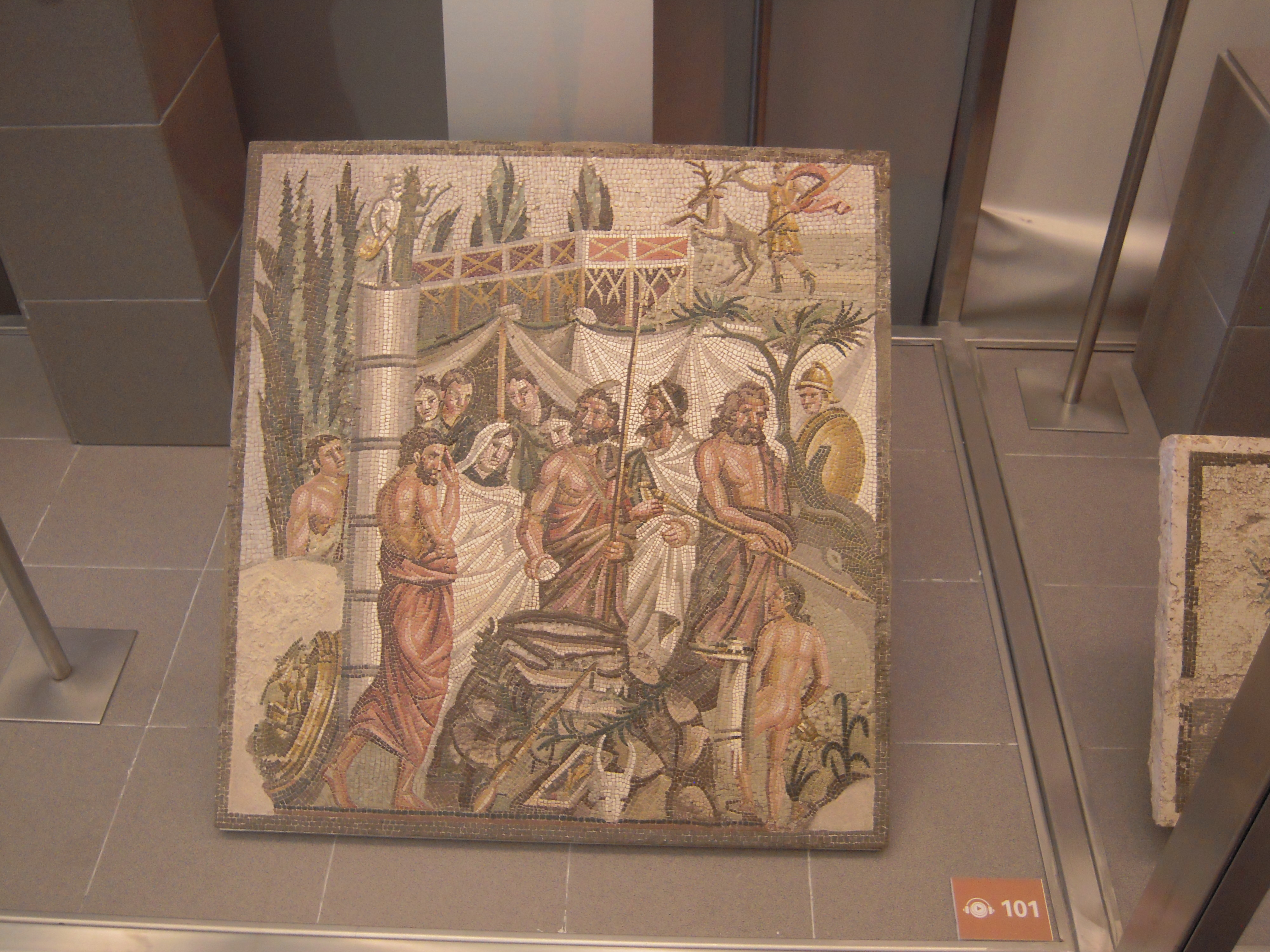
Sacrificio de Ifigenia (mosaico)
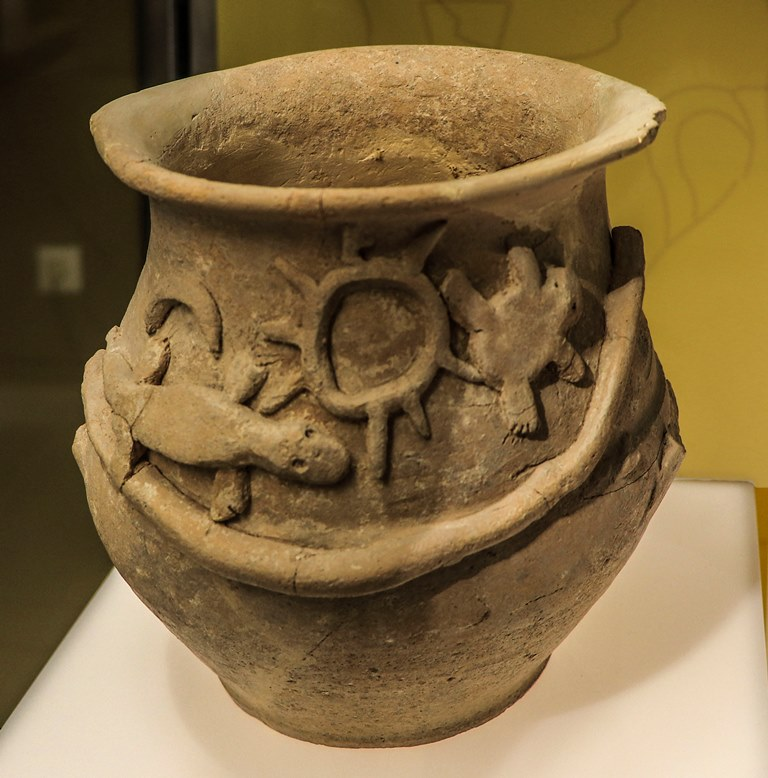
Vaso con símbolos del dios Sabacio
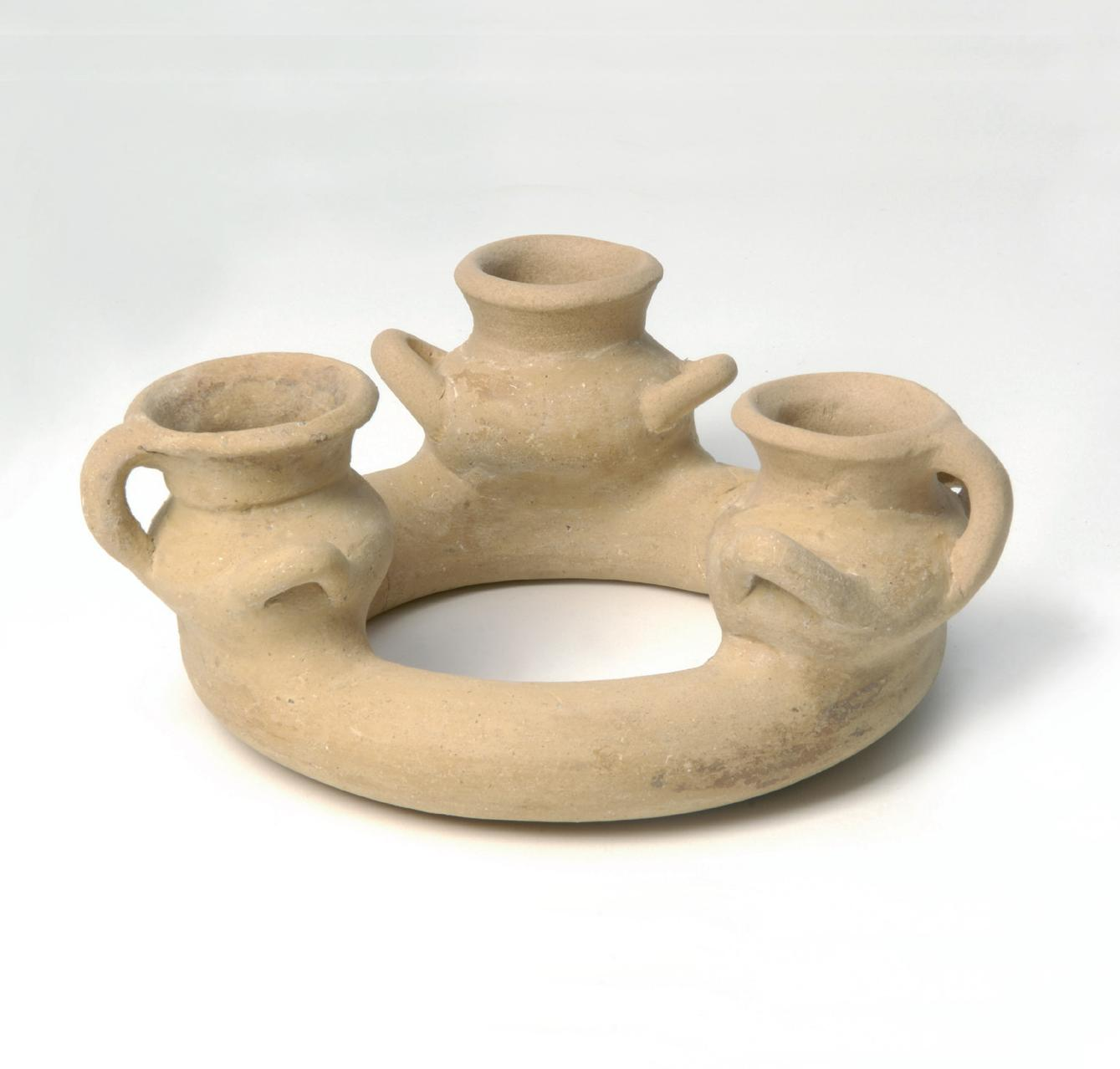
Cerno griego